# 熊谷雅晃
熊谷 雅晃（くまがい まさあき）は、日本のアニメーション演出家。

## 略歴・人物
タツノコプロ出身。『楽しいムーミン一家』の第38話「眠りの魔法」で絵コンテで演出家デビューを果たす。
現在はぴえろ作品に多く携わっているが、その中でも『NARUTO -ナルト-』及び『NARUTO -ナルト- 疾風伝』の参加が目立っている。一時期は同番組の助監督を担当することもあったほど、長きにわたって活動している。

## 作品リスト

### テレビアニメ
- よろしくメカドック（1984年-1985年、制作進行）
- 楽しいムーミン一家（1990年-1991年、絵コンテ・演出助手）
- 楽しいムーミン一家 冒険日記（1991年-1992年、絵コンテ・演出）
- ウルトラマンキッズ 母をたずねて3000万光年（1991年-1992年、絵コンテ・演出）
- 地球SOS それいけコロリン（1992年-1993年、絵コンテ）
- あずきちゃん（1995年-1997年、絵コンテ・演出）
- アリス探偵局（1996年、絵コンテ・演出）
- はりもぐハーリー（1996年-1997年、絵コンテ・演出）
- 白鯨伝説（1997年、演出）
- アリスSOS（1998年、絵コンテ・演出）
- バーバパパ世界をまわる（1999年、絵コンテ・演出）
- レレレの天才バカボン（1999年、絵コンテ・演出）
- MASTERキートン（1999年、演出）
- 宇宙海賊ミトの大冒険（1999年、絵コンテ）
- Bビーダマン爆外伝（2000年、絵コンテ）
- 幻想魔伝 最遊記（2000年、絵コンテ・演出）
- 旋風の用心棒（2001年、絵コンテ・演出）
- ヒカルの碁（2001年-2003年、演出）
- 名たんていカゲマン（2001年、演出）
- NARUTO -ナルト-（2002年-2007年、絵コンテ・演出）
- 東京アンダーグラウンド（2002年、演出）
- ドラゴンドライブ（2002年-2003年、絵コンテ）
- グリーングリーン（2003年、絵コンテ）
- 銀河鉄道物語（2003年、演出）
- なるたる（2004年、絵コンテ・演出）
- 砂ぼうず（2004年、演出）
- BLACK CAT（2005年、演出）
- ガン×ソード（2005年、演出）
- RAY THE ANIMATION（2006年、絵コンテ・演出）
- ひまわりっ!（2006年、演出）
- 銀河鉄道物語 ～永遠への分岐点～（2006年、演出）
- コヨーテラグタイムショー（2006年、演出）
- NARUTO -ナルト- 疾風伝（2007年-、助監督・絵コンテ・演出）
- ひまわりっ!!（2007年、演出）
- ロミオ×ジュリエット（2007年、演出）
- はっけん たいけん だいすき! しまじろう（2008年-2010年、演出）
- ベイビーステップ 第2シリーズ（2015年、絵コンテ・演出）
- ディバインゲート（2016年、演出）
- 時間の支配者（2017年、演出）